# Скельник східний
Скельник східний (Chaetops aurantius) — вид горобцеподібних птахів родини Chaetopidae.

## Поширення
Ендемік Драконових гір на сході Південно-Африканської Республіки та у Лесото.

## Опис
Птах завдовжки 23–25 см, вагою 48-53 г, з довгим чорним хвостом і міцними ногами. Самець має темно-сіру голову з тонкою білою надбрівною смугою і широкою білою смугою на горлі. Спина і крила темно-сірі. Нижня частина спини помаранчевого кольору. Груди і черево жовті. Самиці і молоді особини мають блідо-сіру голову, спину і крила, на блідіше забарвлення черева.

## Спосіб життя
Скельники живуть сімейними групами. Більшу частину життя вони проводять на землі, блукаючи між скелями і високою травою в пошуках їжі. Літають дуже рідко та неохоче. Раціон складається з великих комах та інших безхребетних, а також дрібних хребетних. Зрідка може поїдати також фрукти і ягоди.
Моногамні птахи. Сезон розмноження триває з липня по квітень. Обидві статі беруть участь у будівництві гнізда, висиджуванні і вигодовуванні пташенят. Гніздо будуєтьсяна землі з сухої трави. Самиця відкладає 2-3 яйця. Інкубація триває близько трьох тижнів. Пташенята стають самостійними через тридцять днів після вилуплення.